# Nikolett Pádár
Nikolett Pádár, född 30 mars 2006 i Szeged, är en ungersk simmare.

## Karriär
Vid EM 2024 i Belgrad tog Pádár brons på 100 meter frisim. Hon var även en del av Ungerns lag som tog guld på 4×100 meter frisim, 4×100 meter mixed frisim och 4×200 meter mixed frisim samt silver på 4×200 meter frisim och 4×100 meter medley.